# Hypsignathus monstrosus
Genre
Espèce
Statut de conservation UICN

 LC  : Préoccupation mineure
Hypsignathus monstrosus, appelé parfois Hypsignathe ou Hypsignathe monstrueux est une espèce de chauve-souris appartenant à la famille des Ptéropodidés. 
C'est l'unique espèce du genre Hypsignathus. Elle vit dans différents types de forêts humides en Afrique. Elle se nourrit de jus de fruit : figues, mangues, bananes mais elle peut aussi manger des charognes et des petits oiseaux. Atteignant presque un mètre d'envergure, c'est la plus grande chauve-souris d'Afrique. Cet étrange animal est aussi appelé roussette à tête de cheval ou bien encore chien à tête de marteau mais les anglophones nomment cette espèce Hammer-headed bat ou Hammer-headed fruit bat que l'on peut traduire par « chauve-souris des fruits à tête en marteau ».

## Description
C’est la plus grande des chauves-souris frugivores d'Afrique continentale. Et sa tête est très singulière (surtout son “nez”). La femelle est un peu plus petite que le mâle en moyenne. Le corps (tête comprise) mesure entre 19 et 28 cm, l’avant bras plus de 10 cm et la masse varie généralement entre 250 et 425 g. La fourrure et les membranes sont brunes et la peau est brun jaunâtre sur le museau, les oreilles et les doigts. Les mâles possèdent des poches gonflables sur l'arête surélevée du nez, ainsi que de chaque côté du cou. Les deux sexes ont les narines tubulaires et des touffes blanches à la base des oreilles. Les mâles poussent des cris en klaxon très sonores, explosifs parfois, qui portent à plusieurs km à la ronde par nuit sans vent. L’hypsignathe se nourrit de fruits tendres, surtout des figues sauvages et des fruits riches en sucres juteux,. Il est nocturne. 
Chez les mâles le nez est beaucoup plus gros que chez la femelle car le nez est un caractère sexuel de séduction[réf. nécessaire].

## Répartition et habitats
Cette chauve-souris est répartie en Afrique de l’Ouest et centrale, tout autour du Golfe de Guinée et dans le bloc tropical congolais. La présence est bel et bien attestée en Côte d'Ivoire, même dans la capitale, Abidjan. Elle gîte dans les étages inférieurs de presque tous les types de forêts très ombragées, en mangroves et forêts marécageuses, mais pas en zones montagnardes. 

## Mode de vie
C'est un animal nocturne qui se cache à la cime des arbres ou dans des grottes durant le jour. Elle se nourrit de jus de fruit en utilisant ses grosses lèvres qui lui servent à entourer le fruit pour pouvoir en extraire le jus . À la saison des amours, les mâles se réunissent le soir dans les arbres pour séduire les femelles et ils se mettent à coasser comme les grenouilles tout en agitant les ailes pendant plusieurs heures de suite afin d'attirer les femelles. Seul un petit nombre de mâles est retenu et assurera la majorité des accouplements. 

## Rôle écologique
L'hypsignathe joue un rôle important dans la pollinisation de la forêt.
Les recherches faites sur le virus Ebola, qui occasionne une grave fièvre hémorragique virale, ont mis en évidence dans le sérum de ces animaux la présence d'anticorps dirigés contre la souche de ce virus responsable des épidémies humaines, spécifiques du sous-type zaïre. Les études réalisées en Afrique, dans des zones contaminées, n'ont montré la présence du virus que chez trois espèces de chauve-souris : Hypsignathus monstrosus, Epomops franqueti et Myonycteris torquata. Elles seraient des porteurs sains comme le laisse supposer les fragments d’ARN viral trouvés par ailleurs dans le foie et la rate de ces animaux,.
Les chauves-souris contamineraient les grands singes par contact avec le sang et les liquides placentaires perdus par les femelles qui viennent de mettre bas et dont les défenses immunitaires sont affaiblies par la sécheresse. Ceci étant favorisé par les rassemblements autour des fruits d’un même arbre à l'époque de la saison sèche. Cette hypothèse de transmission en cours de vérification expliquerait chez les primates et les hommes le caractère épisodique des épidémies.
Une contamination directe de l'homme par le virus, via ces chauve-souris, serait aussi évitée en sensibilisant les populations sur les dangers liés aux captures des Hypsignathus, fréquemment consommés dans les villages isolés en période de saison sèche.